# 駒野昇
駒野 昇（こまの のぼる、1921年（大正10年）4月10日 - 2011年（平成23年）1月11日）は、日本の政治家。埼玉県日高市長（初代）。陸軍大尉。

## 経歴
- 大正10年（1921年）4月10日、埼玉県入間郡高麗村に生まれる。
- 昭和15年（1940年）、陸軍士官学校卒業（54期）。陸軍少尉に任官。同年11月、正八位に叙される。昭和16年（1941年）11月、従七位に昇叙。昭和19年（1944年）3月、正七位。昭和20年（1945年）、陸軍第11方面軍直轄独立速射砲第21大隊・陸軍大尉の任にあり、宮城県仙台市にて終戦を迎える。終戦により除隊。帰郷し家業の農業に従事した。
- 昭和34年（1959年）、日高町議会議員に初当選（1期目）。昭和44年（1969年）、日高町農業委員会委員（昭和54年（1979年）まで）。昭和50年（1975年）、再び日高町議会議員に当選（2期目）。昭和52年（1977年）、日高町議会副議長（昭和54年（1979年）まで）。昭和54年（1979年）、日高町長に初当選。昭和58年（1983年）、再選。昭和62年（1987年）、3選。平成3年（1991年）、4選。同年10月1日、日高町市制施行により初代日高市長に就任。平成7年（1995年）、日高市長に再選。平成11年（1999年）、高齢のため引退。
- 引退後、平成12年（2000年）4月、勲四等旭日小綬章受章。平成19年（2007年）3月、日高市初の名誉市民となる。平成23年（2011年）1月11日、老衰のため死去（89歳没）。贈正五位。

## 栄典
- 昭和15年（1940年）11月　正八位
- 昭和16年（1941年）11月　従七位
- 昭和19年（1944年）3月　正七位
- 昭和53年（1978年）2月　日高町表彰（自治功労）
- 平成4年（1992年）11月　埼玉県知事表彰（地方自治功労）
- 平成12年（2000年）4月　勲四等旭日小綬章
- 平成19年（2007年）3月　日高市名誉市民
- 平成23年（2011年）1月　正五位

## 人物
旧日本陸軍将校から自治体首長に転じた異色の人物。ベッドタウン化が進展していた日高町の市制施行を実現し、近隣市町と足並みを揃えつつ都市基盤の充実に取り組んだほか、巾着田等市内の観光・ハイキングコースの整備を行った。